# Racconto
Se conoce como racconto o narración preactiva a toda aquella escena retrospectiva del pasado, que conforme vaya pasando el tiempo va progresando lentamente de forma lineal hasta llegar al momento inicial del punto de partida de la historia. Esta técnica se ha usado tanto en obras literarias como en obras cinematográficas.

## En literatura
Algunos ejemplos son:
- Hijo de ladrón de Manuel Rojas: en esta novela del escritor chileno, publicada en 1951, el protagonista, un ladrón de los bajos fondos, recuerda extensos episodios de su vida.
- El camino de Miguel Delibes: en esta obra publicada en 1950 se relata la historia de un muchacho que en la posguerra decide ir al colegio de la ciudad obligado por su padre. La noche antes recuerda todos los buenos momentos que tuvo con sus amigos a los que seguramente no volverá a ver.
- Pedro Páramo de Juan Rulfo: relata la historia de Juan Preciado, que va en busca de su desaparecido padre en un enigmático pueblo. Durante su viaje conocerá a multitud de personajes que le cuentan cosas de su padre. Juan Preciado va contando la historia a modo de retrospectiva, es decir, al momento que se narra la historia en tiempo actual de Juan Preciado, se va contando la historia en tiempo pasado de su padre.
- El túnel, de Ernesto Sabato.
- El nombre del viento, de Patrick Rothfuss. En esta novela el protagonista, Kvothe, cuenta su historia al escriba para que la ponga por escrito. Es un racconto con breves paréntesis a modo de interludios donde se desarrolla otra línea temporal que se corresponde con el momento presente de la vida de Kvothe.
- Bella y oscura de Rosa Montero, primera edición publicada en 1993.
- Mi tío, el nazi de Klaus von Hohenfriedeberg.[1] La trama de Friedrich Schneidereit es una especie de racconto.

## En series televisivas
Esta técnica retrospectiva del tiempo psicológico, en un personaje, es utilizada en obras tanto literarias como cinematográficas.
- La serie Aquellos maravillosos años trata sobre un hombre que cuenta su vida desde niño, pasando por la adolescencia, siendo ya un adulto; por lo que toda la serie sería un racconto, con la voz del adulto como narrador. Sería analepsis si solo fueran saltos de unos segundos al pasado.
- Lost: la historia empieza el 22 de septiembre del 2004, cuando el vuelo 815 de Oceanic se estrella en una atípica isla en medio del océano. El episodio se divide en dos partes, una parte cuenta la vida del personaje que tiene el episodio centrado en él.
- Once upon a time: esta serie usa la misma estructura que la anterior, mezclando una trama del tiempo presente con escenas de otra trama sucedida en el pasado donde se cuentan los orígenes e inicios de los personajes.
- How I Met Your Mother: corre el año 2030 y Ted Mosby empieza a contar a sus hijos la historia de cómo conoció a su madre. Se remonta al año 2005 y va avanzando temporalmente. Toda la historia es un completo racconto, narrado por el protagonista.
- Westworld: en la segunda temporada de esta serie hay una sola trama, pero se presenta en un orden no lineal mezclando escenas actuales con escenas pasadas. Esto ha provocado que muchos espectadores se confundan, ya que a veces resulta muy difícil diferenciar el presente del pasado.

## En cine
- Forrest Gump, de Robert Zemeckis
- Titanic, de James Cameron
- Pulp Fiction, de Quentin Tarantino
- El curioso caso de Benjamin Button, de David Fincher
- Fallen, de Gregory Hoblit
- Edward Scissorhands, de Tim Burton
- Memento, de Christopher Nolan
- The Notebook, de Nick Cassavetes
- The Edge of Darkness (Al filo de la oscuridad), de Lewis Milestone
- El secreto de sus ojos, de Juan José Campanella
- Saving Private Ryan, de Steven Spielberg
- Kill Bill: Volumen 1, de Quentin Tarantino
- Kill Bill: Volumen 2, de Quentin Tarantino
- The Social Network, de David Fincher
- Freaks, de Tod Browning
- Goodfellas, de Martin Scorsese
- Entrevista con el vampiro, de Neil Jordan

## En cómics
- El eternauta
- Berserk
- Baki The Grappler

## En videojuegos
- God of War
- Silent Hill: Shattered Memories
- Braid
- Final Fantasy X
- Assassin's Creed
- Spider-Man: Web of Shadows